# Limetin
Le Limetin est un ruisseau du département du Loiret, en région Centre-Val de Loire et un affluent de la Bezonde, donc un sous-affluent de la Seine par le Loing.

## Géographie
La longueur de son cours d'eau est de 23,480 km.
Elle prend sa source à Lorris dans la forêt domaniale d'Orléans, au lieu-dit les Fontenelles, à 140 m d'altitude.
Le Limetin coule globalement du sud-ouest vers le nord-est.
Le Limentin conflue dans la Bézonde à Pannes, à 83 m d'altitude, juste à l'est de Saint-Maurice-sur-Fessard, après avoir rencontré le canal d'Orléans moins 50 m avant.

### Communes et cantons traversés
Dans le seul département du Loiret, le Limetin traverse les sept communes suivantes, de l'amont vers l'aval, de Lorris (source), Noyers, La Cour-Marigny, Thimory, Lombreuil, Chevillon-sur-Huillard, Pannes (confluence).
Soit en termes de cantons, le Limetin prend source dans le canton de Lorris, conflue dans le canton de Montargis, le tout dans l'arrondissement de Montargis.

### Bassin versant
Le Limetin traverse une seule zone hydrographique 'La Bezonde du confluent de l'Huillard (exclu) au confluent du Limetin (inclus)' (F425),.

## Affluents
Le Limetin a deux tronçons affluents référencés :
- le ru de Dandelot (rg), 8,6 km sur les quatre communes de Lombreuil (confluence), Chailly-en-Gatinais, Thimory, Noyers (source).
- le Canal d'Orléans, 77,8 km sur vingt-deux communes dans le seul département du Loiret.

### Rang de Strahler
Donc son rang de Strahler est de deux.

## Tourisme
- Commune de Lorris